# Broder Daniel
Broder Daniel (a menudo abreviado como BD) es un grupo de rock alternativo de Gotemburgo, Suecia. Se formó al final de la década de los ochenta por los compañeros de clase Henrik Berggren y Daniel Gilbert. El grupo proclama que empezaron a tocar para "ganarse el respeto social" y decidieron muy pronto que la expresión emocional sería más importante para su sonido que la corrección musical.
Musicalmente, se han inspirado en grupos como The Jesus and Mary Chain, Iggy Pop y The Velvet Underground, contando mucho con guitarras distorsionadas y arreglos simples. Sus letras se han centrado mayoritariamente en problemas existenciales y la angustia de la juventud.
Broder Daniel fue considerada la piedra angular de la música alternativa sueca durante los noventa, aunque el grupo ha probado ser un poco inestable desde sus comienzos, con miembros abandonando el grupo cada pocos años.

## Historia
Mientras asistía a la Göteborgs Högre Samskola en Gotemburgo, Henrik Berggren estaba buscando una forma de expresarse, y decidió que la forma más fácil de hacerlo sería formar un grupo de pop. Los primeros seis años de existencia del grupo consistieron en un cambio de nombres de la banda hasta que finalmente decidieron llamarla Brother Daniel. Un par de nuevos miembros se unieron al grupo y lentamente comenzaron a encontrar su sonido. La prensa musical sueca pronto puso de moda y promocionó la ahora ya conocida banda, con la actuación de su carismático cantante Henrik, el cual en un corto período se ganó el culto de jóvenes seguidores inadaptados, identificándose con su líder. Los periodistas, sin embargo, se centraron en los violentos conciertos y en el maquillaje de Henrik, así como su voz fuera de tono.
La compañía discográfica Jimmy Fun Music, propiedad de Roxette junto con Per Gessle, acogió al grupo y los promocionó hasta que firmaron con EMI Music Sweden. En 1995 la banda lanzó su álbum de debut Saturday Night Engine que se caracterizaba por sus canciones simples y su relativo poco respeto por la corrección musical. Pronto se ganaron una relativa cantidad de fanes a lo largo de Suecia.

Logo.

Después del lanzamiento de su segundo disco titulado Broder Daniel, el grupo rescindió su contrato con EMI en 1997 y se encontraron sin un contrato discográfico - algo que alguna gente de la industria musical no pudo entender. Mientras tanto, no vendieron muchos discos y se dedicaron a dar conciertos en clubs y en festivales de música. Un año después firmaron con el sello discográfico Dolores Recordings y lanzaron su disco más aclamado por la crítica hasta el momento: Broder Daniel Forever. El nuevo disco era oscuro, enfocado en temas como el amor y la muerte. Su sonido estuvo inspirado por Psychocandy, el álbum debut de los roqueros indie The Jesus and Mary Chain. La popularidad de Forever pronto despegó, y la banda alcanzó la mayor audiencia de su carrera musical, debido a la inclusión de tres canciones suyas en la banda sonora de la película Fucking Åmål, que fue una de las películas más populares de los noventa en Suecia.
Después del lanzamiento de Forever, el grupo se embarcó en un controvertido tour por Suecia, el cual fue cancelado por la banda prematuramente. Dieron unos conciertos en Inglaterra para intentar firmar un contrato con una discográfica que lanzase sus discos a nivel internacional, hecho que finalmente no consiguieron. Después del tour, los miembros alejaron sus caminos para recuperarse y no mantuvieron ningún contacto entre ellos durante el siguiente año. En 2001, el bajista Håkan Hellström lanzó un disco en solitario que fue un gran éxito tan pronto como dejó el grupo, ya que los otros miembros del grupo no pensaron que su reputación de "repartidor de alegría" podría repercutir positivamente en el grupo. El guitarrista Theodor Jensen también editó un célebre disco con su grupo The Plan.
Cinco años después del lanzamiento de Forever, el grupo se reunió otra vez para grabar su nuevo álbum Cruel Town que salió al mercado en 2003. Esta vez se centran en las letras que son ahora más complejas y menos repetitivas que antes. Este álbum nos muestra unos Broder Daniel más maduros, con temas basados en la sociedad y en la nostalgia. Berggren canta ahora sobre la fría sociedad que le ha hecho ser la persona que es hoy en día, mientras recuerda su infancia.
Desde el tour de Cruel Town, el grupo ha actuado sólo en unos pocos conciertos. El cantante Henrik Berggren ha actuado también varias veces en conciertos acústicos en solitario, interpretando canciones de Broder Daniel. Actualmente no se sabe si la banda está en activo o no.
El 30 de marzo de 2008, el guitarrista Anders Göthberg se suicidó en Estocolmo.
El grupo hizo su último concierto en el Way Out West Festival en Gotemburgo en honor a Anders Göthberg. Durante el concierto tocaron su nueva canción "Hold On to Your Dreams", dedicada a Göthberg.

## Miembros
- Henrik Berggren - Cantante
- Lars Malmros - Batería
- Anders Göthberg - Guitarra eléctrica (Se suicidó en 2008)
- Theodor Jensen - Bajo y Guitarra eléctrica (Dejó el grupo en 2004. Volvió en 2005.)
- Daniel Gilbert - Bajo (Dejó el grupo en 1996.)
- Johan Neckvall - Guitarra eléctrica (Dejó el grupo en 1997.)
- Håkan Hellström - Bajo y Batería (Tocó la batería hasta su marcha en 1994. Volvió como bajista en 1998. Dejó el grupo otra vez en 2001.)

## Discografía

### Discos
- Saturday Night Engine, 1995
- Broder Daniel, 1996
- Broder Daniel Forever, 1998
- Singles, 2000
- Cruel Town, 2003
- No Time For Us (1989-2004), 2005
- The Demos 1989-1997, 2005

### Singles/maxisingles
- 1995 - Cadillac
- 1995 - Luke Skywalker
- 1995 - Iceage
- 1996 - Go my own way
- 1996 - Work
- 1998 - I'll be Gone
- 1998 - You bury me
- 1998 - Fucking Åmål theme: Underground
- 1998 - Fucking Åmål theme: Whirlwind
- 1999 - Happy People Never Fantasize
- 2003 - When We Were Winning
- 2003 - Cruel Town. Promo, snippet
- 2004 - Shoreline
- 2004 - What Clowns Are We
- 2005 - Luke Skywalker 7"

### DVD
- 2004 - Army of Dreamers

### Películas
- 2009 - Broder Daniel Forever